# Рентабельність продукції
Рента́бельність проду́кції — економічна категорія, що характеризує ефективність реалізації продукції (товарів, робіт та послуг). Визначається як відношення чистого прибутку від реалізації до собівартості продукції.
Рентабельність – один із головних вартісних показників ефективності виробництва, який характеризує рівень віддачі активів і ступінь використання капіталу у процесі виробництва.
Коефіцієнти рентабельності – система показників, які характеризують здатність підприємства створювати необхідний прибуток у процесі своєї господарської діяльності. Коефіцієнти (показники) рентабельності визначають загальну ефективність використовуваних активів і вкладеного капіталу. Вони можуть бути розраховані як коефіцієнти і тоді представлені у вигляді десятинного дробу або у вигляді показників рентабельності і тоді представлені у вигляді процентів.
Показники рентабельності розраховуються на основі Балансу (форма 1) та Звіту про фінансові результати підприємства (форма 2). В основу розрахунку показників рентабельності можуть бути покладені різні величини прибутку підприємства:
- валовий прибуток;
- операційний прибуток;
- прибуток до виплати процентів і податку на прибуток (EBIT);
- прибуток до виплати податку на прибуток (EBT);
- чистий прибуток.

Найчастіше для розрахунку коефіцієнтів рентабельності використовується чистий прибуток або прибуток до виплати процентів і податку на прибуток. Аналіз рентабельності підприємства дозволяє визначити ефективність вкладення коштів у підприємство та раціональність їхнього використання.
Основні показники рентабельності підприємства з допомогою яких здійснюється аналіз фінансового стану підприємства:
- рентабельність продажів;
- рентабельність активів;
- рентабельність власного капіталу;
- рентабельність інвестицій;
- рентабельність продукції;
- темпи приросту власного капіталу.

Рентабельність продажів -12 є одним з найважливіших показників ефективності діяльності компанії. Розраховується як відношення чистого прибутку підприємства до чистого доходу від реалізації і характеризує ефективність продажів підприємства.
Цей коефіцієнт показує, яку суму операційного прибутку одержує підприємство з кожної гривні проданої продукції. Іншими словами, скільки залишається в підприємства коштів після покриття собівартості продукції .
Показник рентабельності продажів характеризує найважливіший аспект діяльності компанії - реалізацію основної продукції, а також оцінює частку собівартості в продажах. Цей показник відбиває тільки операційну діяльність підприємства. Він не має нічого загального з фінансовою діяльністю.
Рентабельність активів - розраховується як відношення чистого прибутку підприємства до середньорічної вартості активів і характеризує ефективність використання активів підприємства.
Рентабельність власного капіталу - розраховується як відношення чистого прибутку підприємства до середньорічної вартості власного капіталу і характеризує ефективність вкладення коштів до даного підприємства.
Рентабельність інвестицій - розраховується як відношення суми чистого прибутку та виплачених процентів до суми власного і довгострокового позикового капіталу середнього за період. Показує, яку віддачу мають власники акціонерного капіталу та утримувачі довгострокового боргу компанії.
Рентабельність продукції - розраховується як відношення чистого доходу від реалізації продукції (робіт, послуг) до собівартості і характеризує прибутковість господарської діяльності підприємства від основної діяльності.
Показники даної групи дають уявлення про те, наскільки ефективно підприємство здійснює свою діяльність, контролює витрати на виробництво і реалізацію продукції, і який чистий прибуток при цьому отримує. Нормативного значення для коефіцієнтів рентабельності не існує, але є загальне правило, чим вище значення коефіцієнту, тим краще. Збільшення коефіцієнту протягом звітного періоду свідчить про покращання результатів діяльності підприємства, зменшення – про погіршення. Порівняння з середньогалузевими показниками дозволяє визначити місце підприємства серед інших підприємств галузі.